# Eggendorf, Áo
Eggendorf là một đô thị thuộc huyện Wiener Neustadt-Land trong bang Niederösterreich, Áo.